# Julia Florida (obra musical)
Julia Florida es una pieza para guitarra clásica compuesta por el músico paraguayo Agustín Barrios Mangoré en 1938. Considerada una de sus obras más representativas, destaca por su lirismo y profundidad emocional.

## Contexto
Barrios compuso Julia Florida durante su estancia en Costa Rica, en una etapa marcada por dificultades económicas y de salud. La obra fue dedicada a su joven alumna Julia Martínez, a quien el compositor tenía un especial aprecio. El título combina el nombre de la dedicataria con el término "Florida", que evoca la juventud y el florecimiento, temas recurrentes en la estética de Barrios.

## Características musicales
La obra está escrita en tonalidad de Re mayor y se caracteriza por una melodía suave y expresiva, acompañada de arpegios delicados. Marcada con la indicación Andantino, se desarrolla en un tempo tranquilo y contemplativo.
Julia Florida adopta la forma de una barcarola, con un ritmo ondulante en compás de 6/8 que recuerda el movimiento de una góndola sobre el agua, acentuando su atmósfera nostálgica y lírica. La estructura de la pieza es libre y evoluciona de manera orgánica, permitiendo al intérprete explorar una amplia gama de matices y expresividad.

## Arreglos y transcripciones
Además de su versión original para guitarra, Julia Florida ha sido adaptada para diversos instrumentos:
- El violista italiano Marco Misciagna realizó una transcripción para viola sola, respetando la esencia melódica de la obra y adaptándola a las características del instrumento.[3]
- Existen también versiones para piano, flauta, violín y otros instrumentos solistas, manteniendo el carácter íntimo y poético de la composición.[4]

## Discografía
Entre las grabaciones más reconocidas de Julia Florida se encuentran:
- John Williams – From the Jungles of Paraguay, Sony Classical, 2003;
- Berta Rojas – Intimate Barrios, ONMusic Recordings, 2008;
- Raphaël Feuillâtre – Visages Barrios, Deutsche Grammophon, 2023;
- Marco Misciagna – Agustín Barrios Mangoré: Compositions Arranged for Viola Solo by Marco Misciagna, MM 23, 2025.